# تویز فور باب
تویز فور باب (به انگلیسی: Toys For Bob) یک شرکت توسعه دهنده و سازنده بازی‌های رایانه ای هست که زیر نظر شرکت اکتیویژن کار می‌کند از بازی‌های آن می‌توان به کراش باندیکوت ۴، کراش باندیکوت سه‌گانه احمقانه، مجموعه سه‌گانه اسپایرو و اسکای لندرز آکادمی اشاره کرد.